# Novyi Rozdil
Novyi Rozdil (tiếng Ukraina: Новий розділ) là một thành phố của Ukraina. Thành phố này thuộc tỉnh Lviv. Thành phố này có diện tích ? km², dân số theo điều tra dân số năm 2022 là 27.841 người.